# Euphrasia caudata
Euphrasia caudata là loài thực vật có hoa thuộc họ Cỏ chổi. Loài này được (Willis) W.R.Barker mô tả khoa học đầu tiên năm 1982.